# Liste des chaînes de télévision en Bulgarie
Pour les autres articles nationaux ou selon les autres juridictions, voir Liste des chaînes de télévision par pays.
Cet article présente une liste non exhaustive de chaînes de télévision en Bulgarie.

## Chaînes de télévision

### Publiques
| Nom        | Logo | Type                  | Propriétaire                 |
| ---------- | ---- | --------------------- | ---------------------------- |
| BNT 1      |      | Généraliste           | Télévision nationale bulgare |
| BNT 2      |      | Information / Culture | Télévision nationale bulgare |
| BNT 3 (en) |      | Sport                 | Télévision nationale bulgare |
| BNT 4      |      | Information           | Télévision nationale bulgare |

### Privées
| Nom               | Logo | Type        | Propriétaire                       |
| ----------------- | ---- | ----------- | ---------------------------------- |
| bTV               |      | Information | Central European Media Enterprises |
| bTV Action (en)   |      | Cinéma      | Central European Media Enterprises |
| bTV Comedy (en)   |      | Cinéma      | Central European Media Enterprises |
| bTV Cinema (en)   |      | Cinéma      | Central European Media Enterprises |
| bTV Lady (en)     |      | Cinéma      | Central European Media Enterprises |
| Ring (en)         |      | Sport       | Central European Media Enterprises |
| Nova              |      | Généraliste | United Group                       |
| Nova News (en)    |      | Information | United Group                       |
| Diema (en)        |      | Cinéma      | United Group                       |
| Diema Family (en) |      | Cinéma      | United Group                       |
| Kino Nova         |      | Cinéma      | United Group                       |
| Nova Sport (en)   |      | Sport       | United Group                       |
| Diema Sport (en)  |      | Sport       | United Group                       |
| Diema Sport 2     |      | Sport       | United Group                       |
| Diema Sport 3     |      | Sport       | United Group                       |

### Numérique terrestre
Ces chaînes diffusent en clair à l'échelle nationale par télévision numérique terrestre :
- BNT 1
- BNT 2
- BNT 3 (en)
- Nova Television
- bTV
- Bulgaria On Air (en)

### Autres chaînes
- Bloomberg TV Bulgaria (en)
- TV+
- TVart
- Balkanika TV (en)
- City TV (en)
- E-Kids
- Code Health TV
- Code Fashion TV
- VTV
- Box TV
- Fan TV (en)
- Folklor TV
- F+
- Film+
- Sport+
- HD+
- Hobby TV
- BG TOP Music
- Vivacom Arena
- Planeta TV (en)
- Planeta Folk
- Planet Fun
- Rodina TV
- SKAT (en)
- Travel HD
- The Voice (en)
- Travel TV
- Community TV
- Euronews Bulgaria
- 7/8 TV (en)
- Alfa TV
- Chaîne de télévision militaire (bg) (Военен телевизионен канал)

Chaînes étrangères traduites en bulgare
- Animal Planet
- Fox Crime
- Fox Life
- Fox
- AXN
- AXN Black (en)
- AXN White
- Cinemax
- Cinemax 2 (en)
- Discovery Channel
- Discovery Science
- Investigation Discovery
- TLC
- Eurosport
- Eurosport 2
- HBO
- HBO 2
- HBO 3
- National Geographic Channel
- National Geographic Wild
- Travel Channel (en)
- Viasat Film (en)
- Viasat Nature (en)
- Viasat History (en)
- Viasat Explorer (en)
- Fine Living Network (en)
- CBS Reality
- Disney Channel
- Cartoon Network
- Cartoonito
- Nickelodeon
- Nicktoons
- Nick Jr.